# (776) Berbericia
(776) Berbericia – planetoida z grupy pasa głównego asteroid okrążająca Słońce w ciągu 5 lat i 12 dni w średniej odległości 2,94 au. Została odkryta 24 stycznia 1914 roku w Landessternwarte Heidelberg-Königstuhl w Heidelbergu przez Adama Massingera. Nazwa pochodzi od Adolfa Berbericha, niemieckiego astronoma. Przed nadaniem nazwy planetoida nosiła oznaczenie tymczasowe (776) 1914 TY.